# Шестнадесети пехотен ловчански полк
Шестнадесети пехотен ловчански полк е военна част на Българската армия от Третото българско царство, взела участие във войните за национално обединение 1912 – 1918 г.

## Формиране
Шестнадесети пехотен ловчански полк е формиран в Плевен под името Шестнадесети пеши ловчански полк с указ №11 от 19 януари 1889 година. В състава му влизат от 2-ра и 3-та дружини на 4-ти пехотен плевенски полк.
Седалища на полка в различни периоди са Враца, Орхание (Ботевград) и Ловеч. Казармата в Ловеч е построена в периода 1879 – 1883 г. под командването на майор Арнолд Ремлинген и майор Ото Фрейман. Предназначена е за 11-ва Ловчанска дружина формирана от Временното руско управление на 6 септември 1878 г. на основание Закона за Българската земска войска. В край на 1879 г. е наименувана 13-а Ловчанска пеша дружина. През 1892 г. в армията започва сформирането на резервни полкове, като сега 16 пехотен полк дава кадър за новия 22-ри пехотен тракийски полк.
През 1900 г. според Наредбата за защитата на границите и територията на Княжество България западната българска граница се защитава от две напълно окомплектовани по щата на военното ведомство пехотни дивизии. От особено значение е и гарнизонът във Враца, състоящ се от 16-и пехотен ловчански полк и 2-ри артилерийски полк. През 1904 г. Панайот Сантурджиев (по-късно генерал-майор) става командир на дружина в 16-и пехотен ловчански полк.
На 17 септември 1912 година от състава на полка в Орхание се формират 1-ва и 2-ра дружина от новосъздадения 38-и пехотен полк.

## Балкански войни (1912 – 1913)
В Балканската война и Междусъюзническата война, 16 ловчански полк заедно с 25 драгомански полк образува Първа бригада в новосформираната Десета сборна дивизия. Полкът воюва в Първата балканска война при село Кайпа на 9 и 10 октомври 1912 г., при Люлебургас на 16 – 18 октомври, където ловчанци са сред най-отличилите се. Проявява се в боевете при Каликратия-Ялос на 25 – 27 януари 1913 г.
В летните месеци на 1913 г. 16 пехотен полк е прехвърлен в Македония, където при избухването на Междусъюзническата война води военни действия срещу гърците–доскорошни съюзници на България, при село Клепе (височина 605), село Лахна, при река Струма, село Ветрен, при Рупелското дефиле, при Ченге Калеси, при връх Руен, при село Горна Струмица.

## Първа световна война (1915 – 1918)
Към 1 август 1915 г. 16 ловчански пехотен полк се числи към 2/1 пехотна бригада–София в Орхание (Ботевград). В Първата световна война (1915 – 1918) 16 полк воюва в състава на втора бригада на Първа пехотна софийска дивизия.
При намесата на България във войната полкът разполага със следния числен състав, добитък, обоз и въоръжение:
| Числен състав | Добитък              | Обоз                | Въоръжение                           |
| ------------- | -------------------- | ------------------- | ------------------------------------ |
|               | Коне: 494 Волове: 10 | Обикновени коли: 47 | Пушки и карабини: 4360 Картечници: 4 |

Полкът воюва през 1915 г. при върховете Градище, Мучи-баба, при кота 834, Збежище, планината Видлич, при масива Турско ливаде, Ново село и Въргодинци. Полкът, воден от своя командир, подп. Йордан Иванов, оперира в Моравско – участва в сраженията при Новакова чука, Росомачки връх (в този бой, увековечен в едноименната картина на Никола Гюдженов) участва и 12 взвод), Лесковото поле (Лесковъц), горите около Прищина.
След края на сръбската кампания полкът сменя фронта. По бойния разчет на 3-та армия, 16 ловчански полк е преместен обратно в Орхание, където започва подготовката му за участие в освобождението на Добруджа. Свикан бил 40 набор войници. До края на 1917 година полкът оперира в Добруджа и Влашко. Два полка-16 ловчански и 8-и пехотен приморски полк, участват през 1916 г. в жестоките боеве на Добруджанския фронт при град Добрич, Теке дереси, при с. Кокарджа, с. Первели, при с. Хаджидюлюк-Кюстенджа.
Полкът преминава границата на 2 септември 1916 г., а първата му победа на Северния фронт е спечелена в паметното сражение при Добрич. Три дни 16 пехотен полк се сражава с превъзхождащи ги румънски и сръбски части. Без да дочака заповед от щаба на армията, ген. Колев взема решение да насочи цялата мощ на дивизията си и придадените към нея две дружини от 16-и пехотен ловчански полк към града. В късния следобед на 7 септември ген. Колев стоварва изненадващ и мощен флангови удар върху сърбохърватската дивизия при с. Голямо Чамурлий (дн. с. Смолница), която се оттегля в пълен безпорядък далеч на север. „Спасителят на Добрич" е 16 пехотен Ловчански полк и неговият командир полк. Йордан Иванов. Под звуците на химна „Шуми Марица“ славните 1 и 2 дружини атакуват редовете на разгърналата се в боен ред сръбска дивизия и руски части. Противникът не издържал и отстъпил.“ Ген. Колев, който наблюдава последното сражение на 7 септември, споменава храбростта на полка: „Трогват ме спомените от славните боеве, които конната дивизия преживя в Добруджа, рамо до рамо с безспорно храбрия 16 ПП и спасиха положението“. Накрая, само за два часа воденият от полк. Йордан Иванов полк, който разполага с една планинска батарея и три и половина пеши картечни ескадрона, обръща в паническо бягство цяла сръбска бригада. В сражението полкът губи 130 убити и ранени чинове.
Следващото бойно участие на ловчанци е първата атака на Кубадинската позиция. Задачата им е да завладеят подстъпите към Кубадин, в района на село Кокарджа (дн.Pietreni). Най-кръвопролитен е тридневният бой при Кубадин – 17-19 септември 1916 г.
На 17 септември 1916 г. ловчанци смело атакуват, но се връщат на изходни позиции. С изненадваща нощна атака те успяват да превземат част от кокарджанските позиции. През нощта румънците се прегрупират и получават подкрепления. Трите дружини на полка са подложени на бесни румънски атаки през целия следващ ден, но удържат напора на врага, дори сами преминават в контраатаки и надвечер на 18 септември превземат цялото село Кокарджа. На следния ден противникът получава нови подкрепления и жертвите са значителни – от всичките в тези дружини 12 офицери, убити и ранени са 11. В ротите, годни за сражения, има между 30 и 50 души и тогава в стика между българската и 4 турска дивизия се втурват в атака румънски, сръбски и руски части. Артилерийският огън, заедно с кинжалната стрелба на картечниците, коси българските редове. От личния състав 50% са убити и повече от 30% ранени. Командирът на полка полк. Иванов под развятото полково знаме и музикантския взвод, в който е бъдещият композитор Дико Илиев, атакуват с шепа смелчаци.
Участникът в тридневните боеве подпоручик С. Савов описва последната битка на 19 септември, когато втора, трета и четвърта дружина от полка отблъскват ожесточени атаки: „На 19 след обяд настъпи най-критичният момент. В полка не останаха началстващи лица. А боят кипеше. Власи и сърби бясно повтаряха своите атаки, предшествани от най-силен артилерийски огън... И тогава се вляха във веригите последните поддръжки – полковият командир и знамето. Положението биде спасено.“
Поручик Станислав Димитров, командир на 12 рота, заедно с командира на полка полк. Йордан Иванов с развято знаме контраатакува противника и спасява цялата позиция на българската войска от пробив. Противникът е унищожен „до крак“-така пише в полковия боен дневник. Заедно с другия единствен оцелял офицер (от общ брой 85 души офицери), полк. Иванов е награден с кръст за храброст. Ефрейтор Дико Илиев също е награден с войнишки кръст за храброст. Няколко дни по-късно, при отбраната на големия скалист масив Бериш тепе на 29 ноември 1916 г. в изтощително сражение на бойното поле от вражески шрапнел тежко е ранен и умира вечерта в полевата болница при с. Кара Мурад командирът полк. Иванов. Погребан е в българското гробище край гр. Кюстенджа, днес унищожено. В негова памет на 27 юни 1942 г. с. Киранджи, Добричко, е преименувано на Полковник Иваново. С указ N 949 от 8 декември 1949 г. селото е прекръстено на Сотирово. С това име съществува до 4 юни 1993 г., когато е възстановено старото име – Полковник Иваново. В чест на славните ловчанци добруджанското село Карасулар сега носи тяхното име–Ловчанци. Следват нови победни сражения на полка при Мулчеова, Пеликли, Муратано и Първели.
На 12 декември 1917 г. в Ниш от състава на 16-и пехотен ловчански полк, 53-ти пехотен полк и 54-ти пехотен полк се формира 4-ти планински пехотен полк. През 1917 г. и 1918 г. полкът води битки на Серетския фронт. В началото на 1918 г. полкът е изпратен в Македония, в района на Битолско, където ги заварва и краят на войната.
На 10 септември 1919 година полкът е разформирован, като съставът му е придаден към 1-ви пехотен софийски полк, като до 1 септември 1920 година действа Ликвидационен щаб.
Според други източници полкът е разформирован с указ № 96 от 29 декември 1920 г., като част от състава му е прегрупиран в 4-та Плевенска дружина на 6-и Бдински полк.
По времето когато полкът е на фронта в мирновременния му гарнизон се формира допълваща дружина.

## Наименования
През годините полкът носи различни имена според претърпените реорганизации:
- Шестнадесети пеши ловчански полк (19 януари 1889 – 1892)
- Шестнадесети пехотен ловчански полк (1892 – 10 септември 1919)

## Командири
| №  | звание       | име                | дати                                                        |
| -- | ------------ | ------------------ | ----------------------------------------------------------- |
| 1. | Майор        | Димитър Обрешков   | от 19 януари 1889                                           |
|    | Подполковник | Ненчо Цачев        | през 1892                                                   |
|    | Полковник    | Тодор Кантарджиев  | 1901 – 1904                                                 |
|    | Полковник    | Антон Кусев        | от 1904                                                     |
|    | Полковник    | Антон Кусев        | 1907 – през Балканската война                               |
|    | Полковник    | Вълко Василев      | 1912 – 1913                                                 |
|    | Подполковник | Михаил Сапунаров   | 1913 (временен)                                             |
|    | Подполковник | Йордан Иванов      | 11 септември 1915 – 29 ноември 1916 (ранен, по-късно умира) |
|    | Подполковник | Александър Давидов | 18 октомври 1916 – 23 юли 1917                              |
|    | Подполковник | Панайот Куюмджиев  | 1917 – 1918                                                 |

Други командири: Васил Миланов

## В художествената литература
В очерка си „Кайпа“ (1914) Йордан Йовков пресъздава с документална точност сражение, водено от 16 и 25 пехотен полк през октомври 1912 година.